# 陕甘木蓝
陕甘木蓝（学名：Indigofera hosiei）为豆科木蓝属下的一个种。

## 扩展阅读
- 維基物種上的相關：陕甘木蓝